# Ämtö (naturreservat)
Ämtö är ett naturreservat i Valdemarsviks kommun i Östergötlands län.
Området är naturskyddat sedan 1975 och är 458 hektar stort. Reservatet omfattar den södra och nordvästra delen (Ekö) av ön Ämtö-Väggö, där den södra delen tidigare varit en separat ö med namnet Ämtö. Reservatet består av hällmarkstallskog och ekhagsmarker.